# Condado de Chaves
El condado de Chaves es uno de los 33 condados del estado estadounidense de Nuevo México. La sede del condado es Roswell, al igual que su mayor ciudad. El condado tiene un área de 15.734 km² (de los cuales 11 km² están cubiertos por agua) y una población de 61.382 habitantes, para una densidad de población de 4 hab/km² (según el censo nacional de 2000). Este condado fue fundado en 1889.

## Demografía
Para el censo de 2000, había 61.382 personas, 22.561 cabezas de familia, y 16.085 familias residiendo en el condado. La densidad de población era de 10 habitantes por milla cuadrada.
La composición racial del condado era:
- 71,95% blancos
- 1,97% negros o negros americanos
- 1,13% nativos americanos
- 0,53% asiáticos
- 0,06% isleños
- 21,25% otras razas
- 3,12% de dos o más razas.

Había 22.561 cabezas de familia, de las cuales el 35,60% tenían menores de 18 años viviendo con ellas, el 52,70% eran parejas casadas viviendo juntas, el 13,70% eran mujeres cabeza de familia monoparental (sin cónyuge), y 28,70% no eran familias.
El tamaño promedio de una familia era de 3,17 miembros.
En el condado el 29,10% de la población tenía menos de 18 años, el 9,40% tenía de 18 a 24 años, el 25,30% tenía de 25 a 44, el 21,50% de 45 a 64, y el 14,70% eran mayores de 65 años. La edad promedio era de 35 años. Por cada 100 mujeres había 95,90 hombres. Por cada 100 mujeres mayores de 18 años había 91,60 hombres.

## Economía
Los ingresos medios de una cabeza de familia del condado eran de 28.513 dólares y el ingreso medio familiar era de 32.532 $. Los hombres tenían unos ingresos medios de 26.896 $ frente a 21.205 $ de las mujeres. El ingreso per cápita del condado era de 14.990 $. El 17,60% de las familias y el 21,30% de la población estaban debajo de la línea de pobreza. Del total de gente en esta situación, 29,10% tenían menos de 18 y el 13,90% tenían 65 años o más.